# Jacques-Philippe Le Bas
Jacques-Philippe Le Bas eller Lebas, född 1707 i Paris, död där 1783, var en fransk rokokokopparstickare.
Le Bas var elev till kopparstickaren och illustratören Antoine Hérisset (1685–1769) i Paris. Han stack efter främmande förlagor; på hans tid var stick efter mästerverk från konsthistorien mycket älskade och ett begärligt samlarobjekt. Bland förebilderna fanns verk av bland andra nederländska barockmålare som Nicolaes Pieterszoon Berchem (1620–1683), Philip Wouwerman (1619–1668), Adriaen van Ostade (1610–1685) och Carel van Falens (1683–1733).

## Verk
efter Pier Francesco Mola
- Johannes Döparens predikan

efter David Teniers d.y.
- De sju barmhärtighetsverken
- Den förlorade sonen
- Den helige Antonius frestelse (i två versioner)